# Cantón de Holguín

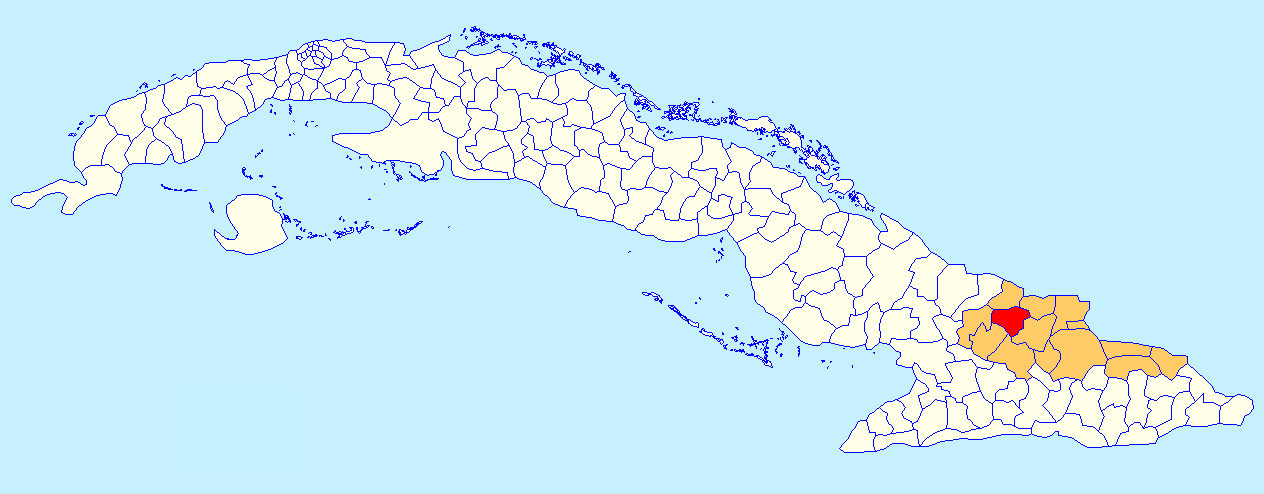
Ubicación del actual municipio de Holguín.

El Cantón Independiente de Holguín fue una insurrección separatista ocurrida en Holguín, Cuba, el 17 de septiembre de 1877, durante la etapa final de la Guerra de los Diez Años (1868–1878). Este episodio estuvo encabezado por el comandante y doctor José Enrique Collado, quien se autoproclamó presidente de un gobierno provisional y declaró la independencia del territorio holguinero, separándolo de la autoridad de la República en Armas.

## Contexto histórico
Durante la Guerra de los Diez Años, la lucha independentista cubana se vio marcada no solo por los enfrentamientos contra el poder colonial español, sino también por conflictos internos, divisiones políticas, desorganización y rivalidades entre los jefes mambises. Uno de los antecedentes directos del Cantón de Holguín fue la llamada Sedición de Santa Rita (1875), una revuelta liderada por oficiales descontentos que minó gravemente la unidad del movimiento independentista en la región oriental.
La insubordinación de Holguín se originó en ese contexto de fragmentación. José Enrique Collado, entonces comandante militar en la zona, decidió romper con la autoridad de la República en Armas, establecida en la manigua oriental. La autoproclamación del Cantón fue, por tanto, un acto de abierta rebeldía, no contra el poder colonial español, sino contra la propia dirección independentista cubana, encabezada en ese momento por Tomás Estrada Palma, presidente de la República en Armas tras la captura de Carlos Manuel de Céspedes en 1877.

## Desarrollo del Cantón
El Cantón Independiente de Holguín se constituyó como una especie de gobierno autónomo dentro del territorio en guerra, lo que implicaba que Holguín no reconocía la autoridad del gobierno revolucionario cubano. Al movimiento se unieron otros oficiales importantes del Departamento Oriental, como el teniente coronel Limbano Sánchez, sumando fuerzas que hasta entonces habían estado bajo el mando de la República en Armas.
Esta acción fue interpretada como un acto de desacato militar y una señal de profunda indisciplina, que debilitó aún más la moral de las tropas independentistas. En lugar de fortalecer la causa mambisa, el Cantón sirvió para fracturarla, facilitando el avance de las políticas pacificadoras promovidas por el mando español en sus esfuerzos por poner fin a la guerra.

## Fin del Cantón
La experiencia separatista del Cantón de Holguín tuvo una duración efímera. El 9 de febrero de 1878, luego de casi cinco meses de autonomía, las fuerzas del Cantón capitularon ante el ejército español. Esta rendición se produjo en el contexto de las negociaciones del Pacto del Zanjón, un acuerdo firmado el 10 de febrero de 1878 que puso fin a la Guerra de los Diez Años, sin conseguir la independencia de Cuba ni la abolición total de la esclavitud.
La rendición del Cantón se realizó bajo las mismas condiciones discutidas en el Pacto, lo cual evidenció que el movimiento liderado por Collado no tenía viabilidad ni respaldo suficiente para sostenerse. Además, dejó al descubierto la fragilidad interna del proyecto independentista cubano, cuya unidad se había visto seriamente comprometida por conflictos personales, diferencias ideológicas y luchas de poder.

## Valoraciones históricas
El Cantón Independiente de Holguín ha sido interpretado por los historiadores como un síntoma del agotamiento de la guerra y de las tensiones internas que consumieron a la República en Armas. Aunque no fue un hecho de gran envergadura militar, sí tuvo importancia política y simbólica. Reflejó la pérdida de cohesión en las filas mambisas, la desilusión de muchos combatientes y la creciente urgencia por alcanzar la paz, aun si esto significaba pactar con el enemigo común.
Asimismo, este hecho revela cómo los procesos independentistas no están exentos de contradicciones internas, y cómo el ideal revolucionario puede ser desviado por intereses personales o regionales. En última instancia, el Cantón de Holguín contribuyó a acelerar el final de la guerra, aunque a costa de la unidad y del objetivo de independencia que había movilizado a miles de cubanos desde 1868.

## Actualidad

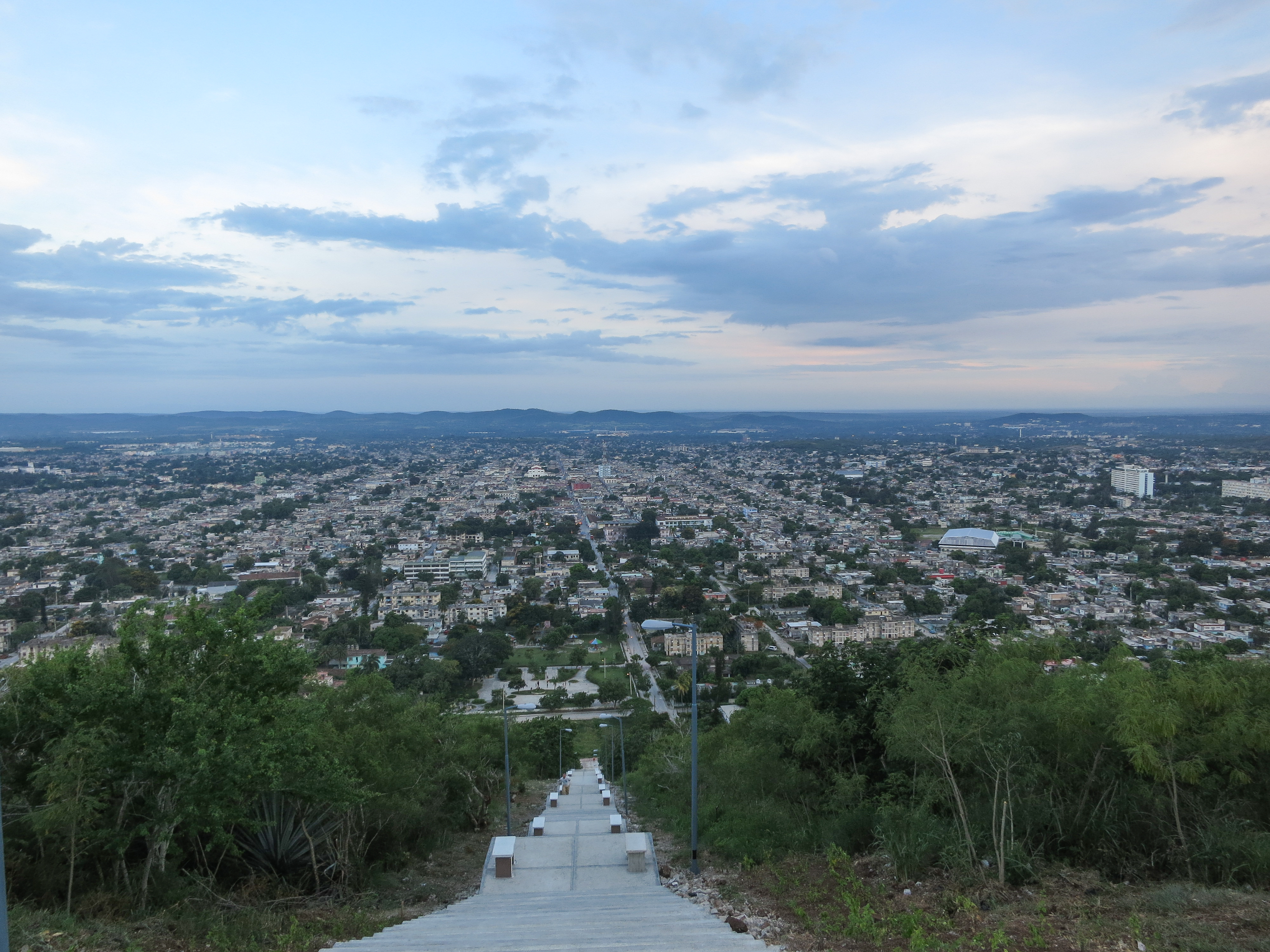
Ciudad de Holguín en la actualidad.

En la actualidad, el antiguo cantón de Holguín ya no existe como división político-administrativa, pues este modelo fue abolido con la constitución republicana de 1901, siendo sustituido por los municipios. Sin embargo, el término «Cantón» persiste en la memoria histórica local y en algunos documentos y mapas antiguos, especialmente entre estudiosos y genealogistas que investigan la historia de la región oriental de Cuba.
La ciudad de Holguín, que fue la cabecera del cantón, es hoy la capital de la provincia homónima, y uno de los principales centros urbanos del país. El territorio que antes comprendía el cantón se reparte actualmente entre varios municipios de la provincia de Holguín, tales como Holguín, Gibara, Rafael Freyre y otros. La evolución territorial ha estado marcada por los cambios administrativos posteriores a la Revolución de 1959 y las divisiones provinciales implementadas en la década de 1970.